# 林垂立
林垂立，台灣的男性台語音樂製作人、作詞人、作曲人。

## 簡介
台灣新北市瑞芳區九份出生。1990年代上半時期，他所填寫的歌曲主要和至今在台語歌壇活躍的歌手蔡小虎、張秀卿、蔡秋鳳、彭莉等人合作。
為人熟悉的代表作品有《車站》、《春夏秋冬》、《感謝你的愛》、《想厝的心情》、《一步一腳印》。

## 來源
1. 1 2 3 4  . 壹週刊. 2017-04-25  [2017-08-19]. （原始内容存档于2017-08-19） （日语）.